# 储潭镇
储潭镇，原为储潭乡，是中华人民共和国江西省赣州市赣县区下辖的一个乡镇级行政单位。2011年撤乡设镇。

## 行政区划
储潭镇下辖以下地区：
储潭社区、幸福村、田心村、储潭村、东坑村、高枧村、滩头村、白涧村、河田村和红河村。